# Statua di San Giovanni Nepomuceno a Divina
La statua di San Giovanni Nepomuceno è un monumento culturale nazionale della Slovacchia.
Il progetto di rinnovamento nasce dall'iniziativa dell'architetto Marek Sobola, PhD. e viene realizzato sotto gli auspici dell’Ambasciata della Repubblica Federale di Germania in Slovacchia. La statua si trova nel villaggio di Divina. Il villaggio, di circa 2 400 abitanti e si trova nel distretto di Žilina. Giovanni (Jan) Nepomuceno, ovvero di Nepomuk (Nepomuk, prima del 1349 – Praga, 20 marzo 1393), è stato un presbitero boemo, canonico nella cattedrale di Praga e predicatore alla corte di re Venceslao, il quale lo fece uccidere per annegamento. Proclamato santo da papa Benedetto XIII nel 1729, è patrono della Boemia, dei confessori e di tutte le persone in pericolo di annegamento. La sua festa cade il 16 maggio. San Giovanni Nepomuceno è uno dei santi più esposti nel territorio della ex monarchia asburgica. Quasi in ogni villaggio della Slovacchia e della Repubblica Ceca si è conservata qualche opera d’arte dedicata al Santo. San Giovanni Nepomuceno, patrono della Boemia, fu torturato, messo in catene e gettato nella Moldava.

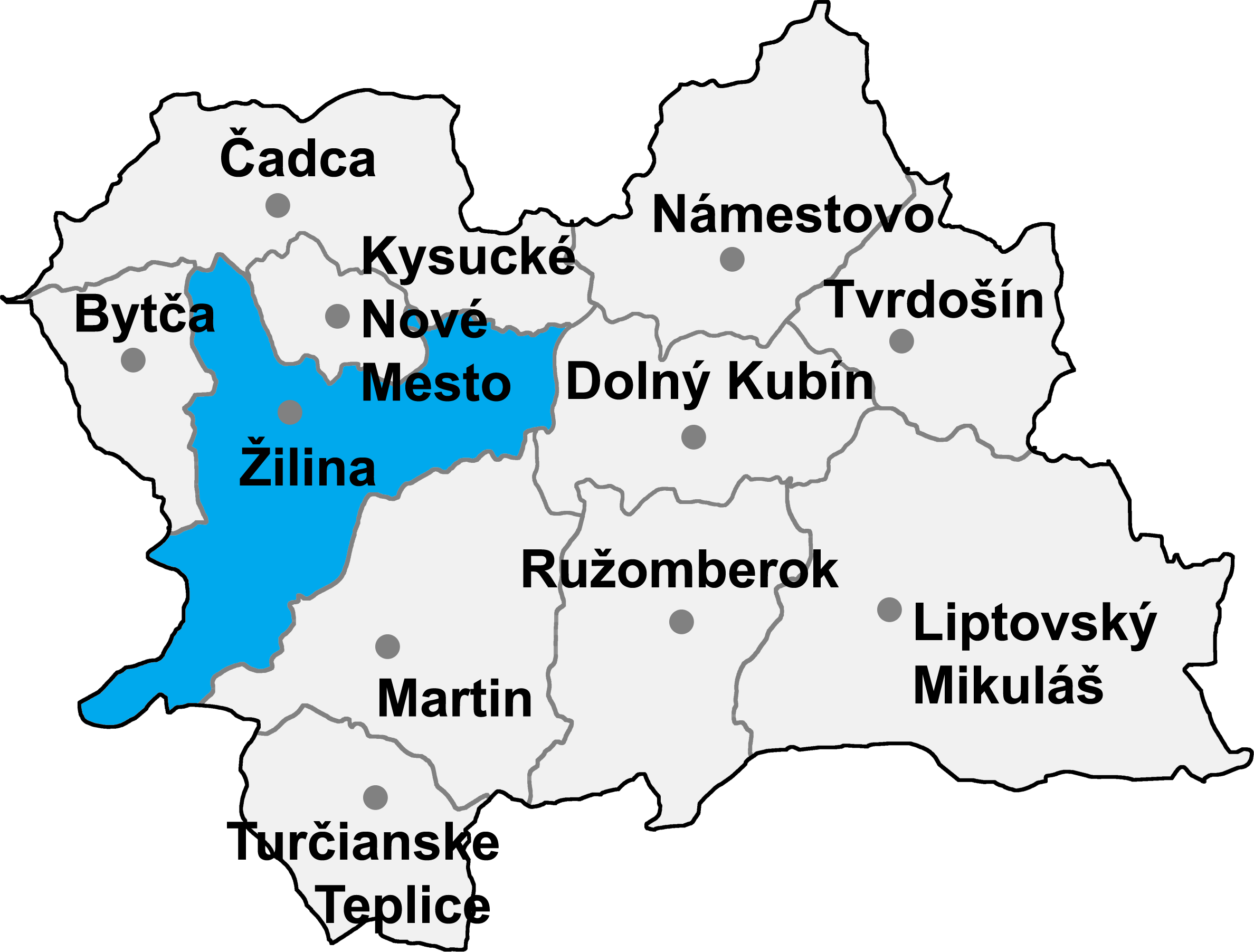
Ubicazione del distretto di Žilina nella regione di Žilina

## La storia
La storia della statua di San Giovanni Nepomuceno a Divina, finora sconosciuta, ci rivela che la visita canonica della parrocchia di Divina è avvenuta il 1º settembre del 1828, dalla quale si evince che la statua è stata scolpita nel 1796. Come riportato nella visita canonica, la statua fu danneggiata nel 1822 da una grave alluvione. Portata via dall'acqua, venne ritrovata pochi giorni più tardi senza testa. Fortunatamente la statua venne successivamente riparata. Nel corso dei secoli è stata ridipinta e restaurata più volte. Nel 2016, durante l’ultimo restauro, era visibile un solco intorno al collo, un chiaro segno che la testa della statua era stata completamente rifatta anche se da uno scultore meno bravo che non aveva la sensibilità artistica del maestro originale.

## Progetto internazionale
Tra i sostenitori e i coautori del progetto si annoverano:
- Cambogia: Sua Maestà Norodom Sihamoni, Re della Cambogia
- Bulgaria: Sua Maestà Simeone II, Zar dei Bulgari

I Mecenati del progetto
- Germania: Sua Altezza Reale Francesco Bonaventura di Baviera
- Città del Vaticano: Cavaliere del Santo Sepolcro (Ordo Equestris Sancti Sepulcri Hierosolymitani – OESSH). Tutti coloro che hanno partecipato al restauro della statua di San Giovanni Nepomuceno, sono stati inclusi nelle preghiere di Papa Benedetto XVI.[3][4]
- Rep. Ceca: Crocigeri della Stella Rossa, l’unico ordine religioso cavalleresco d’origine ceca (Ordo militaris Crucigerorum cum rubea stella in pede pontis Pragensis – O.Cr), Il Capitolo Metropolitano di San Vito a Praga, che possiede la tomba del santo, e la città di Nepomuk – il luogo di nascita di San Giovanni Nepomuceno
- Slovacchia: Oltre alla Diocesi di Žilina, Il progetto viene sostenuto dai villaggi Divina, Divinka – Lalinok e Svederník e dalle seguenti istituzioni: Il Museo Kysuce a Čadca, Servare et Manere, o.z., La Fondazione di Kia Motors Slovakia, il club filatelista 53-19 da Žilina e da donatori sconosciuti.[3][5]

Dopo l’inaugurazione e benedizione della statua è seguito un vernissage, dove sono stati presentati tutti i collaboratori del progetto. Dopo l’inaugurazione e benedizione della statua è seguito un vernissage, dove sono stati presentati tutti i collaboratori del progetto.

### Cerimonia di benedizione
La chiesa di Sant’Andrea a Divina era strapiena durante la messa tenutasi il 2 giugno 2017. Dopo la messa è stata inaugurata la statua con un nuovo piedistallo da Joachim Bleicker, ambasciatore della Repubblica Federale di Germania in Slovacchia, insieme a Emil Molko, sindaco di Divina, e Marek Sobola, autore del progetto. Successivamente e’sata benedetta dal Monsignore Tomáš Galis, Vescovo diocesano di Žilina. Il tutto è avvenuto a 190 anni dalla sua prima ristrutturazione dopo l’alluvione. Alla festa d’inaugurazione hanno partecipato, oltre al Vescovo diocesano, all’ambasciatore tedesco ed al Cancelliere della dimora di Žilina, anche vari partners invitati.

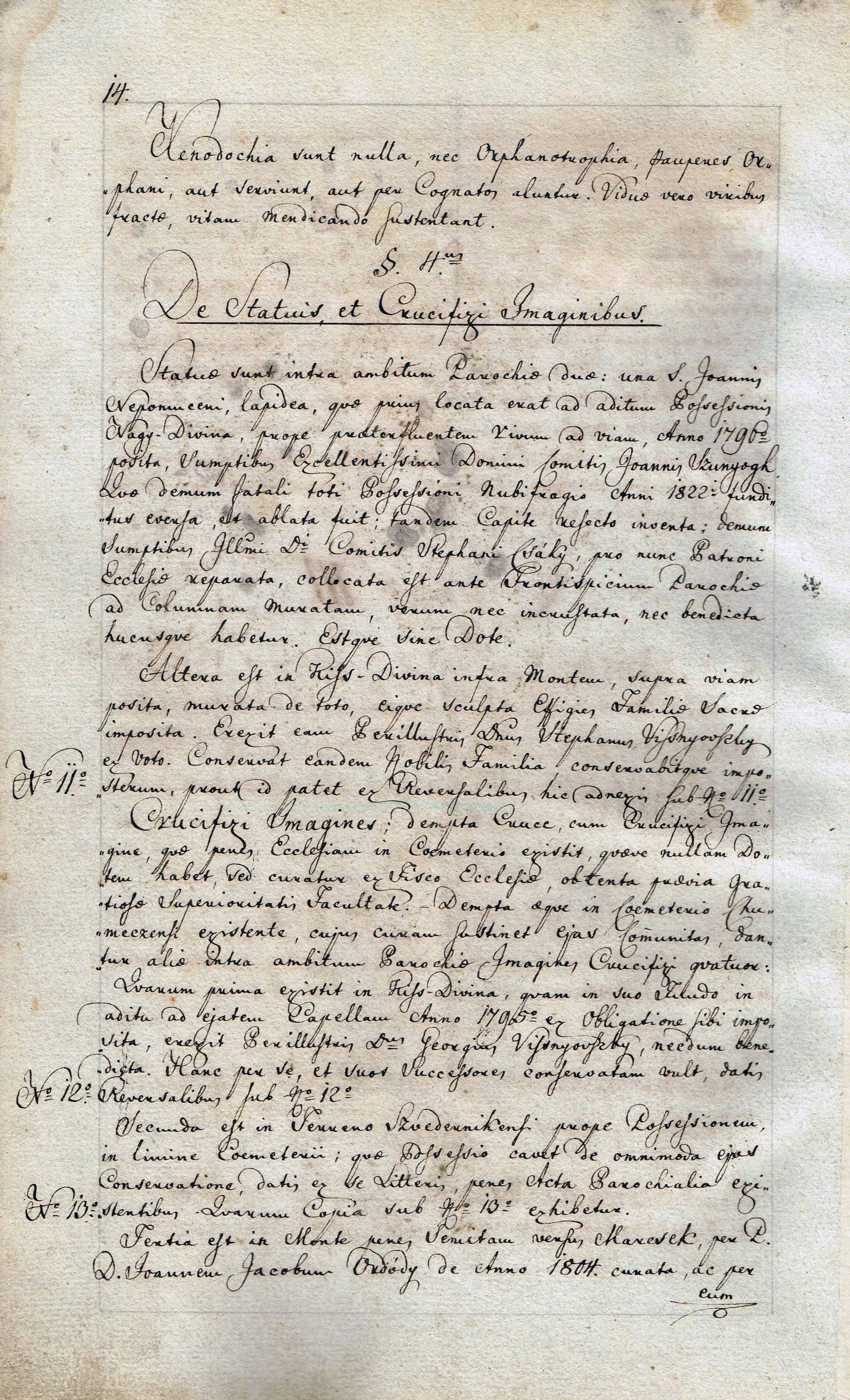
Visita canonica della parrocchia di Divina èavvenuta il 1º settembre del 1828
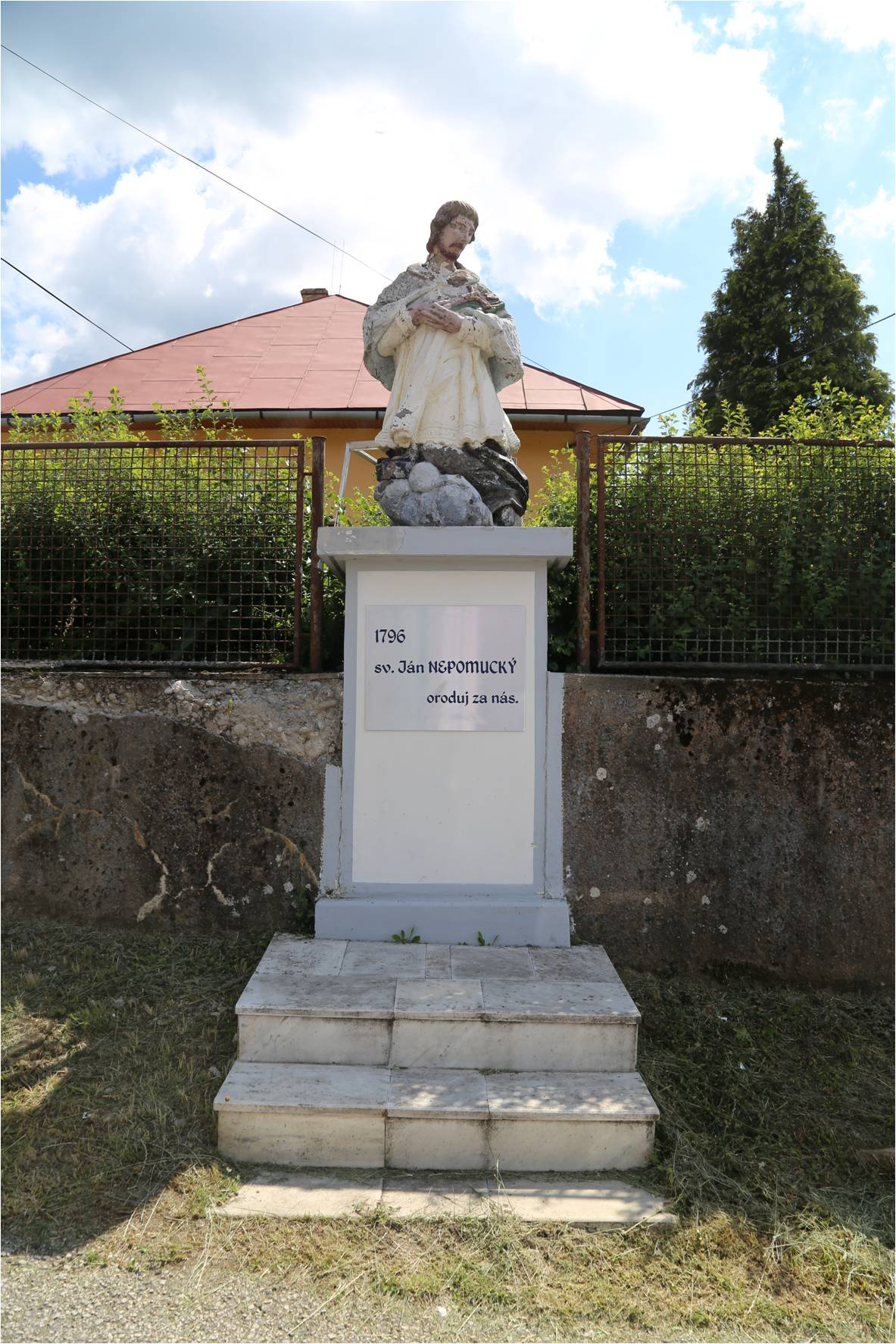
Statua prima di iniziare il restauro
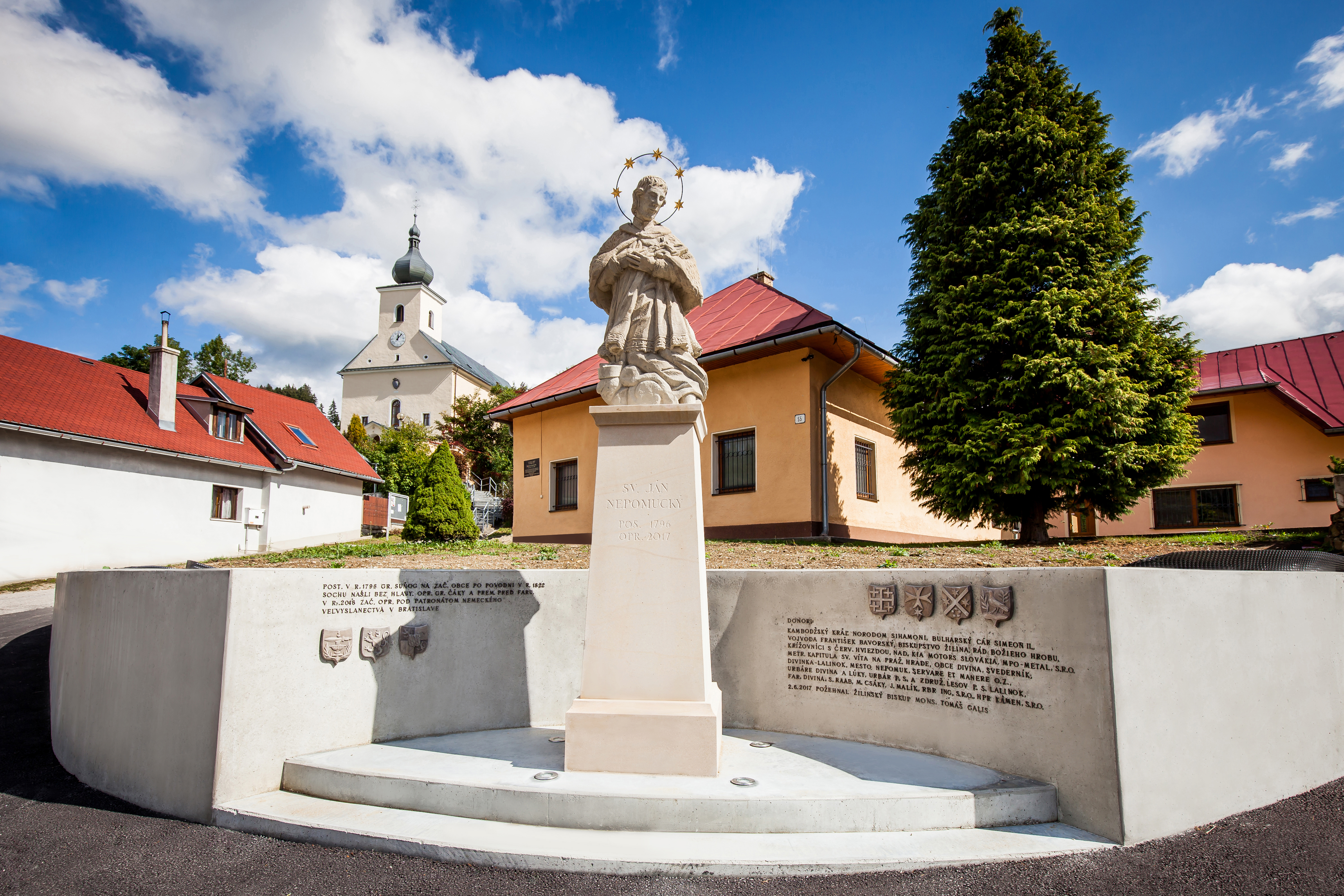
La statua - vista generale

### Risultati
In occasione della benedizione ed inaugurazione della statua è stato presentato il libro sulla vita del Santo e sui monumenti dedicatigli nei intorni di Divina, “Príbeh svätojánsky, Socha svätého Jána Nepomuckého v Divine”, scritto da Marek Sobola insieme ad altri autori. La Posta Slovacca ha emesso in occasione dei prodotti ufficiali: timbri, buste e francobolli.